# Rallye Chile 2023
Die 2. Rallye Chile war der 11. Lauf zur FIA-Rallye-Weltmeisterschaft 2023. Sie dauerte vom 28. September bis zum 1. Oktober 2023. Insgesamt wurden 16 Wertungsprüfungen auf Schotter gefahren.

## Meldeliste
| Nr.                  | Fahrer               | Co-Pilot             | Auto                   |
| -------------------- | -------------------- | -------------------- | ---------------------- |
| WRC-Klasse (Rally1)  |                      |                      |                        |
| 3                    | Teemu Suninen        | Mikko Markkula       | Hyundai i20 N Rally1   |
| 4                    | Esapekka Lappi       | Janne Ferm           | Hyundai i20 N Rally1   |
| 7                    | Pierre-Louis Loubet  | Nicolas Gilsoul      | Ford Puma Rally1       |
| 8                    | Ott Tänak            | Martin Järveoja      | Ford Puma Rally1       |
| 11                   | Thierry Neuville     | Martijn Wydaeghe     | Hyundai i20 N Rally1   |
| 13                   | Grégoire Munster     | Louis Louka          | Ford Puma Rally1       |
| 18                   | Takamoto Katsuta     | Aaron Johnston       | Toyota GR Yaris Rally1 |
| 28                   | Alberto Heller       | Luis Ernesto Allende | Ford Puma Rally1       |
| 33                   | Elfyn Evans          | Scott Martin         | Toyota GR Yaris Rally1 |
| 69                   | Kalle Rovanperä      | Jonne Halttunen      | Toyota GR Yaris Rally1 |
| WRC2-Klasse (Rally2) |                      |                      |                        |
| 20                   | Yohan Rossel         | Arnaud Dunand        | Citroën C3 Rally2      |
| 21                   | Sami Pajari          | Enni Mälkönen        | Škoda Fabia RS Rally2  |
| 22                   | Oliver Solberg       | Elliott Edmondson    | Škoda Fabia RS Rally2  |
| 23                   | Gus Greensmith       | Jonas Andersson      | Škoda Fabia RS Rally2  |
| 24                   | Emil Lindholm        | Reeta Hämäläinen     | Hyundai i20 N Rally2   |
| 25                   | Kajetan Kajetanowicz | Maciej Szczepaniak   | Škoda Fabia RS Rally2  |

Insgesamt haben sich 51 Fahrer eingeschrieben.

## Klassifikationen

### WRC-Gesamtklassement
| WRC    |                     |                           |                        |          |           |                 |      |
| 1      | Ott Tänak           | Martin Järveoja           | Ford Puma Rally1       | WRC RC1  | 3:06:38.1 | 00:00.0         | 25+2 |
| 2      | Thierry Neuville    | Marijn Wydaeghe           | Hyundai i20 N Rally1   | WRC RC1  | 3:07:20.2 | 00:42.1         | 18+3 |
| 3      | Elfyn Evans         | Scott Martin              | Toyota GR Yaris Rally1 | WRC RC1  | 3:07:45.0 | 01:06.9 00:24.8 | 15+4 |
| 4      | Kalle Rovanperä     | Jonne Halttunen           | Toyota GR Yaris Rally1 | WRC RC1  | 3:08:49.1 | 02:11.0 01:04.1 | 12+5 |
| 5      | Takamoto Katsuta    | Aaron Johnston            | Toyota GR Yaris Rally1 | WRC RC1  | 3:11:19.6 | 04:41.5 02:30.5 | 10+1 |
| 6 (1)  | Oliver Solberg      | Elliott Edmondson         | Škoda Fabia RS Rally2  | WRC2 RC2 | 3:14:56.6 | 08:18.5 03:37.0 | 8    |
| 7 (2)  | Gus Greensmith      | Jonas Andersson           | Škoda Fabia RS Rally2  | WRC2 RC2 | 3:15:22.4 | 08:44.3 00:25.8 | 6    |
| 8 (3)  | Sami Pajari         | Enni Mälkönen             | Škoda Fabia RS Rally2  | WRC2 RC2 | 3:15:58.7 | 09:20.6 00:36.3 | 4    |
| 9 (4)  | Yohan Rossel        | Konstantin Alexandrow     | Citroën C3 Rally2      | WRC2 RC2 | 3:16:32.0 | 09:53.9 00:33.3 | 2    |
| 10 (5) | FIA Nikolai Grjasin | FIA Konstantin Alexandrow | Škoda Fabia RS Rally2  | WRC2 RC2 | 3:16:46.3 | 10:08.2 00:14.3 | 1    |

Insgesamt wurden 36 von 51 gemeldeten Fahrzeugen klassiert.

## Wertungsprüfungen
UTC-4
| Datum     | Zeit (LT) | Nr.                  | Länge                | Name                     | Gewinner                                                                               | Co-Pilot                                                                     | Auto                                                                                | Zeit                                    | Leader        |
| --------- | --------- | -------------------- | -------------------- | ------------------------ | -------------------------------------------------------------------------------------- | ---------------------------------------------------------------------------- | ----------------------------------------------------------------------------------- | --------------------------------------- | ------------- |
| 28. Sept. | 08:01     | —                    | 5,75 km              | Bio Bio (Shakedown)      | Elfyn Evans                                                                            | Scott Martin                                                                 | Toyota GR Yaris Rally1                                                              | 03:59.6                                 |               |
| 29. Sept. | 08:35     | WP1                  | 19,77 km             | Pulperia 1               | Ott Tänak                                                                              | Martin Järveoja                                                              | Ford Puma Rally1                                                                    | 10:16.8                                 | Ott Tänak     |
| 29. Sept. | 09:33     | WP2                  | 13,34 km             | Rere 1                   | Elfyn Evans                                                                            | Scott Martin                                                                 | Toyota GR Yaris Rally1                                                              | 06:52.9                                 | Elfyn Evans   |
| 29. Sept. | 10:27     | WP3                  | 23,32 km             | Rio Claro 1              | Elfyn Evans                                                                            | Scott Martin                                                                 | Toyota GR Yaris Rally1                                                              | 12:32.0                                 | Elfyn Evans   |
| 29. Sept. | 13:07     | Service A Talcahuano | Service A Talcahuano | Service A Talcahuano     | Service A Talcahuano                                                                   | Service A Talcahuano                                                         | Service A Talcahuano                                                                | Service A Talcahuano                    | Elfyn Evans   |
| 29. Sept. | 14:42     | WP4                  | 19,77 km             | Pulperia 2               | Teemu Suninen                                                                          | Mikko Markkula                                                               | Hyundai i20 N Rally1                                                                | 09:58.7                                 | Teemu Suninen |
| 29. Sept. | 15:40     | WP5                  | 13,34 km             | Rere 2                   | Ott Tänak                                                                              | Martin Järveoja                                                              | Ford Puma Rally1                                                                    | 06:39.8                                 | Ott Tänak     |
| 29. Sept. | 16:34     | WP6                  | 23,32 km             | Rio Claro 2              | Ott Tänak                                                                              | Martin Järveoja                                                              | Ford Puma Rally1                                                                    | 12:12.2                                 | Ott Tänak     |
| 29. Sept. | 18:44     | Service A Talcahuano | Service A Talcahuano | Service A Talcahuano     | Service A Talcahuano                                                                   | Service A Talcahuano                                                         | Service A Talcahuano                                                                | Service A Talcahuano                    | Ott Tänak     |
| 30. Sept. | 07:57     | WP7                  | 27,19 km             | Chivilingo 1             | Kalle Rovanperä                                                                        | Jonne Halttunen                                                              | Toyota GR Yaris Rally1                                                              | 17:20.7                                 | Ott Tänak     |
| 30. Sept. | 09:01     | WP8                  | 21,09 km             | Rio Lia 1                | Ott Tänak                                                                              | Martin Järveoja                                                              | Ford Puma Rally1                                                                    | 13:59.0                                 | Ott Tänak     |
| 30. Sept. | 10:05     | WP9                  | 28,72 km             | Maria de las Cruces 1    | Ott Tänak                                                                              | Martin Järveoja                                                              | Ford Puma Rally1                                                                    | 17:40.9                                 | Ott Tänak     |
| 30. Sept. | 13:05     | Service A Talcahuano | Service A Talcahuano | Service A Talcahuano     | Service A Talcahuano                                                                   | Service A Talcahuano                                                         | Service A Talcahuano                                                                | Service A Talcahuano                    | Ott Tänak     |
| 30. Sept. | 14:57     | WP10                 | 27,19 km             | Chivilingo 2             | Kalle Rovanperä                                                                        | Jonne Halttunen                                                              | Toyota GR Yaris Rally1                                                              | 17:07.5                                 | Ott Tänak     |
| 30. Sept. | 16:01     | WP11                 | 21,09 km             | Rio Lia 2                | Ott Tänak                                                                              | Martin Järveoja                                                              | Ford Puma Rally1                                                                    | 13:47.8                                 | Ott Tänak     |
| 30. Sept. | 17:05     | WP12                 | 28,72 km             | Maria de las Cruces 2    | Ott Tänak                                                                              | Martin Järveoja                                                              | Ford Puma Rally1                                                                    | 17:20.5                                 | Ott Tänak     |
| 30. Sept. | 19:12     | Service A Talcahuano | Service A Talcahuano | Service A Talcahuano     | Service A Talcahuano                                                                   | Service A Talcahuano                                                         | Service A Talcahuano                                                                | Service A Talcahuano                    | Ott Tänak     |
| 1. Okt.   | 08:07     | WP13                 | 13,20 km             | Las Pataguas 1           | Thierry Neuville                                                                       | Martijn Wydaeghe                                                             | Hyundai i20 N Rally1                                                                | 07:43.4                                 | Ott Tänak     |
| 1. Okt.   | 09:05     | WP14                 | 13,86 km             | El Poñen 1               | Thierry Neuville                                                                       | Martijn Wydaeghe                                                             | Hyundai i20 N Rally1                                                                | 07:22.49                                | Ott Tänak     |
| 1. Okt.   | 10:40     | Service A Talcahuano | Service A Talcahuano | Service A Talcahuano     | Service A Talcahuano                                                                   | Service A Talcahuano                                                         | Service A Talcahuano                                                                | Service A Talcahuano                    | Ott Tänak     |
| 1. Okt.   | 11:40     | WP15                 | 13,20 km             | Las Pataguas 2           | Thierry Neuville                                                                       | Martijn Wydaeghe                                                             | Hyundai i20 N Rally1                                                                | 07:33.0                                 | Ott Tänak     |
| 1. Okt.   | 13:15     | WP16                 | 13,86 km             | El Poñen 2 (Power Stage) | 1. Kalle Rovanperä 2. Elfyn Evans 3. Thierry Neuville 4. Ott Tänak 5. Takamoto Katsuta | Jonne Halttunen Scott Martin Martijn Wydaeghe Martin Järveoja Aaron Johnston | Toyota GR Yaris Rally1 Hyundai i20 N Rally1 Ford Puma Rally1 Toyota GR Yaris Rally1 | 07:06.7 07:09.8 07:12.5 07:15.0 07:17.6 | Ott Tänak     |